# Macroevolução

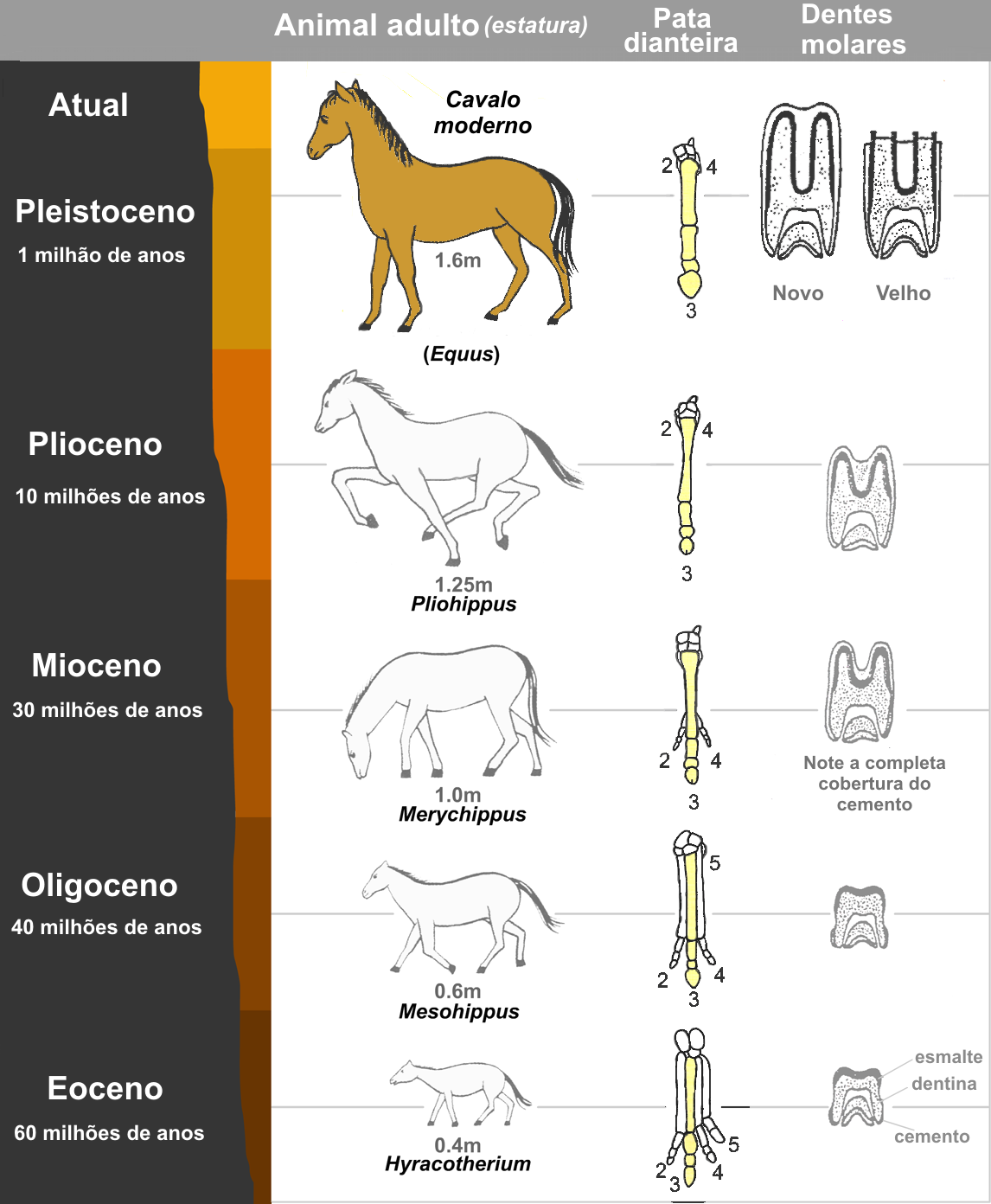
A mudança nos fósseis de descendentes do cavalo no registro fóssil é um dos exemplos melhor conhecidos de macroevolução.

Macroevolução é o estudo da evolução analisado a partir da escala de conjuntos de genes independentes. Estudos macroevolutivos têm como foco as mudanças que ocorrem no nível de espécie ou acima, em contraste com a microevolução, que tem como objeto de estudo mudanças evolutivas em menor escala, que ocorrem dentro de uma espécie ou população, e podem ser descritas como mudanças nas frequências alélicas. O processo de especiação pode ser estudado sob o ponto de vista de ambas abordagens, dependendo das forças propostas como causa para essa especiação[carece de fontes?]. As disciplinas de paleontologia, biologia evolutiva do desenvolvimento, genômica comparada e filoestratigrafia genômica contribuem com a maior parte das evidências de padrões e processos que podem ser classificados como macroevolução. Um exemplo de macroevolução é o aparecimento de penas durante a evolução das aves a partir de um grupo de dinossauros.
Dentro da escola de pensamento da síntese evolutiva moderna, a macroevolução é considerada o resultado de um conjunto de eventos de microevolução. Assim, a distinção entre micro- e macroevolução seria apenas de grau, e a única diferença entre elas seria a escala e o tempo considerados.
Uma teoria que levanta questionamentos e contrasta completamente com a abordagem gradativa é a Teoria do Equilíbrio Pontuado. Niles Eldredge, um dos propositores da Teoria do Equilíbrio Pontuado afirma que a simples extrapolação da microevolução não seria suficiente, pois como analisado no registro fóssil, as espécies sempre tendem a não mudar muito, permanecendo, na realidade, imperturbavelmente resistentes a mudanças - muitas vezes durante milhões de anos .

## Tópicos de pesquisa
Alguns exemplos de temas cujo estudo tem relação com a abordagem da macroevolução incluem:
- O debate entre equilíbrio pontuado e gradualismo
- Taxas de especiação e extinção
- Eventos de extinção em massa
- Eventos de radiação adaptativa como a explosão do Cambriano
- Mudanças na Biodiversidade ao longo do tempo
- O papel do desenvolvimento modulando a evolução, especialmente temas como heterocronia e plasticidade no desenvolvimento
- A evolução de genomas, como transferência horizontal de genes, fusão entre genomas como resultado de simbiose, e mudanças adaptativas no tamanho de genomas.

## Origem do termo
Na biologia ou em qualquer outra ciência, quando o prefixo grego macro aparece antes das palavras, refere- se a  grande, bem como micro refere-se a “pequeno”. Por exemplo, um macrófago é uma célula maior que o normal. Atualmente, na biologia evolutiva, a palavra macroevolução é usada em referência a qualquer mudança evolutiva a nível de espécie ou acima dela. 
O entomólogo russo Yuri Filipchenko (ou Philipchenko, dependendo da transliteração) criou os termos "macroevolução" e "microevolução" em seu trabalho de 1927, em alemão,"Variabilität und Variation", na tentativa de ligar os conceitos de Mendel e Darwin. Este pesquisador era Evolucionista Ortogeneticista. O termo caiu em adversidade quando foi usado por pesquisadores como por exemplo o geneticista Richard Goldschmidt (1940 ) e o paleontólogo Otto Schindewolf para descrever suas teorias ortogenéticas, mas por volta da década de 90 o termo volta a ser usado, principalmente pelos pesquisadores da Teoria do Equilíbrio Pontuado.
Desde a criação desses termos, seu significado tem sido revisado diversas vezes, e atualmente têm recebido críticas de muitos cientistas que preferem considerar a evolução como um processo único, e a divisão entre micro e macroevolução acaba sendo artificial.